# 旭川医療秘書専門学校
旭川医療秘書専門学校（あさひかわいりょうひしょせんもんがっこう）とは、北海道旭川市にある私立の専修学校。運営母体は、学校法人旭川宝田学園。共通の学校法人が経営する系列校に旭川明成高等学校、わかば幼稚園、めいほう幼稚園がある。旭川近郊の病院、薬局、企業の事務職への就職が多い。

## 沿革
- 1947年（昭和22年） - 「旭川タイピスト養成所」として設立。
- 1973年（昭和48年） - 組織改編により、運営母体が学校法人旭川宝田学園となる。
- 1974年（昭和49年） - 体育館落成。
- 1987年（昭和62年） - 「医療秘書科（2年課程）」を設置。
- 1988年（昭和63年） - 「情報秘書科（2年課程）」を設置。
- 1993年（平成5年） - 「情報秘書科」を「国際経済科」へ改称。
- 1995年（平成7年） - 「幼児保育科（3年課程）」を設置。
- 1997年（平成9年） - 「国際経済科」を「総合ビジネス科」へ改称。
- 2000年（平成12年） - 「総合ビジネス科」を「情報会計システム科」へ改称。
- 2005年（平成17年） - 「旭川宝田学園専門学校」を「旭川医療情報専門学校」へ改称。
- 2006年（平成18年） - 「医療秘書科」を「医療事務・医療情報科」へ改称。電子カルテシステム導入。
- 2021年 - 旭川医療秘書専門学校に改称

## 設置コース
- 医療事務・医療情報科（2年制・昼間）
  - メディカル・コーディングコース
  - 医療情報技師コース
  - 診療報酬請求事務コース
  - 調剤事務コース
  - 医療秘書コース

## 所在地
- 旭川市9条通11丁目左3号

## 取得できる資格・免許状
- 専門士称号
- 医療事務管理士
- 医療情報技師
- 診療報酬請求事務能力認定試験
- 調剤事務管理士
- 秘書技能検定